# Xã Delaware, Michigan
Xã Delaware (tiếng Anh: Delaware Township) là một xã thuộc quận Sanilac, tiểu bang Michigan, Hoa Kỳ. Năm 2010, dân số của xã này là 856 người.